# 愛林日
愛林日（あいりんび）とは、日本でかつて行われていた国土緑化の記念日である。毎年4月3日に行われていた。後の全国植樹祭。

## 概説

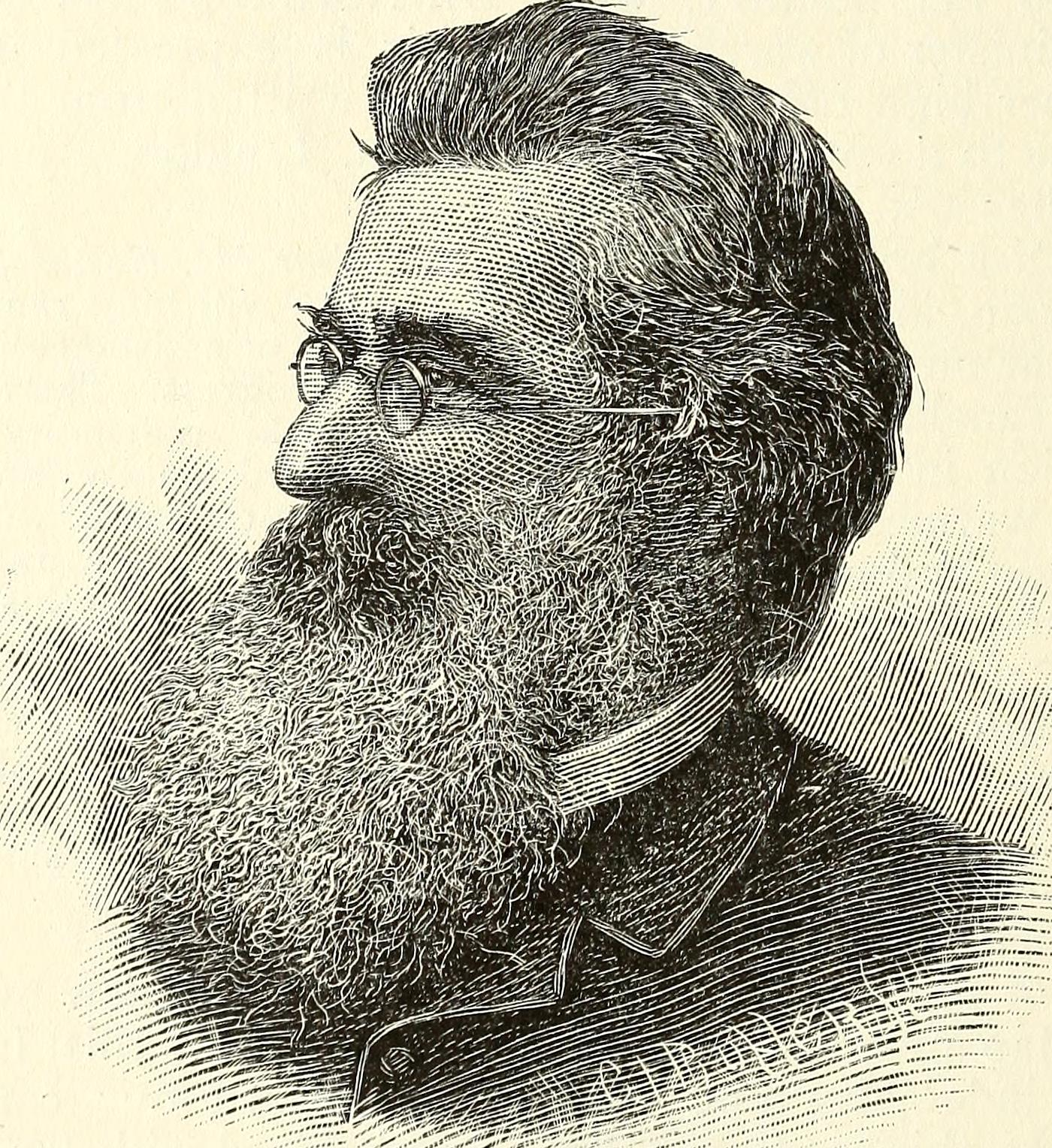
バージー・ノースロップ(Birdsey G. Northrop)

1895年（明治28年）に来日したアメリカの教育家バージー・ノースロップ(Birdsey G. Northrop)が、アメリカでジュリアス・スターリング・モートンが提唱しはじめられた植樹運動「アーバーデイ（Arbor Day; 植樹の日、植樹祭、愛林日）」を紹介した。同年、日本政府が明治天皇誕生日の11月3日を「学校植栽日」とし、全国の学校に学校林設置の訓令を出した。1898年（明治31年）、林学博士・本多静六の提唱により神武天皇祭の4月3日が「植栽日」となった。
1933年（昭和8年）、大日本山林会会長・和田国次郎、農林次官・石黒忠篤らにより、神武天皇祭を中心とする4月2日から4日までの3日間を「愛林日」として、全国一斉に愛林行事を催すことが提唱された。翌1934年（昭和9年）から、全国的な植樹運動の日として愛林日を実施することとなり、日本初の中央植樹行事が茨城県・筑波山麓の「鬼が作国有林」で行われた。
以降、毎年愛林日の行事が実施され、戦争の激化した1944年（昭和19年）に中断されたが、終戦後の1947年（昭和22年）、徳川宗敬を中心として森林愛護連盟が結成。同年4月4日、静岡県仙石原にて愛林日記念植樹式が行われ、昭和天皇の行幸もあった）。愛林日の中央植樹行事は、1950年（昭和25年）から全国植樹祭に引き継がれた。